# 15438 Joegotobed
15438 Joegotobed eller 1998 WF1 är en asteroid i huvudbältet som upptäcktes den 17 november 1998 av Catalina Sky Survey projektet. Den är uppkallad efter Joseph Gotobed.
Asteroiden har en diameter på ungefär 5 kilometer och den tillhör asteroidgruppen Barcelona.